# Beth Garmai

Mapa que muestra las fronteras romano-sasánidas.

Beth Garmai, (en árabe: باجرمي‎ Bājarmī, pahlavi: Garamig/Garamīkān/Garmagān, persa/kurdo: Garmakan, siríaco ܒܝܬ ܓܪܡܐ /Bêṯ Garmē, latín y griego: Garamaea) es una región histórica en torno a la ciudad de Kirkuk en el norte de Irak. Está situada al sureste del río Pequeño Zab, al suroeste de las montañas de Shahrizor, al noreste de las montañas Hamrin y del Tigris, aunque a veces incluye partes del suroeste de las montañas Hamrin, y al noroeste del río Diala.

## Etimología
El nombre "Beth Garmai" o "Beth Garme" puede ser de origen siríaco y significa «la casa de los huesos», que se cree que hace referencia a los huesos de los aqueménidas sacrificados después de una batalla decisiva entre Alejandro Magno y Darío III en las llanuras entre el río Gran Zab y el río Diala. Sin embargo, según Michael G. Morony, fue nombrado en honor a un pueblo, posiblemente una tribu persa.

## Historia
La región era una próspera provincia metropolitana centrada en Karkha D'Beth Slokh (Kirkuk), tenía una población asiria nestoriana considerable hasta el siglo XIV, cuando la región fue conquistada por Tamerlán.